# Hoplandria oconee
Hoplandria oconee är en skalbaggsart som beskrevs av François Génier 1989. Hoplandria oconee ingår i släktet Hoplandria och familjen kortvingar. Inga underarter finns listade i Catalogue of Life.